# Christkirche (Tønder)

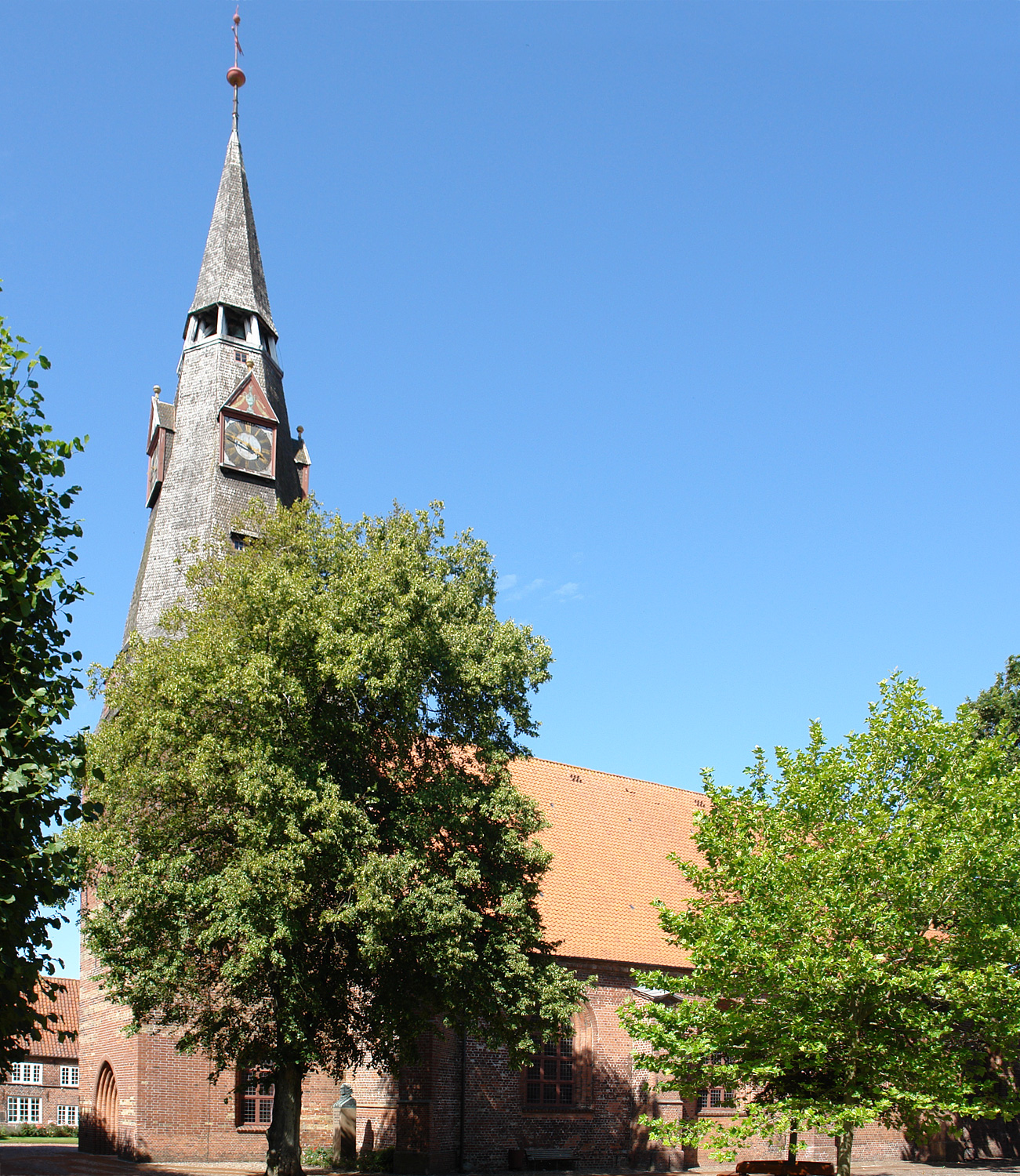
Christkirche mit dem Denkmal für Hans Adolph Brorson

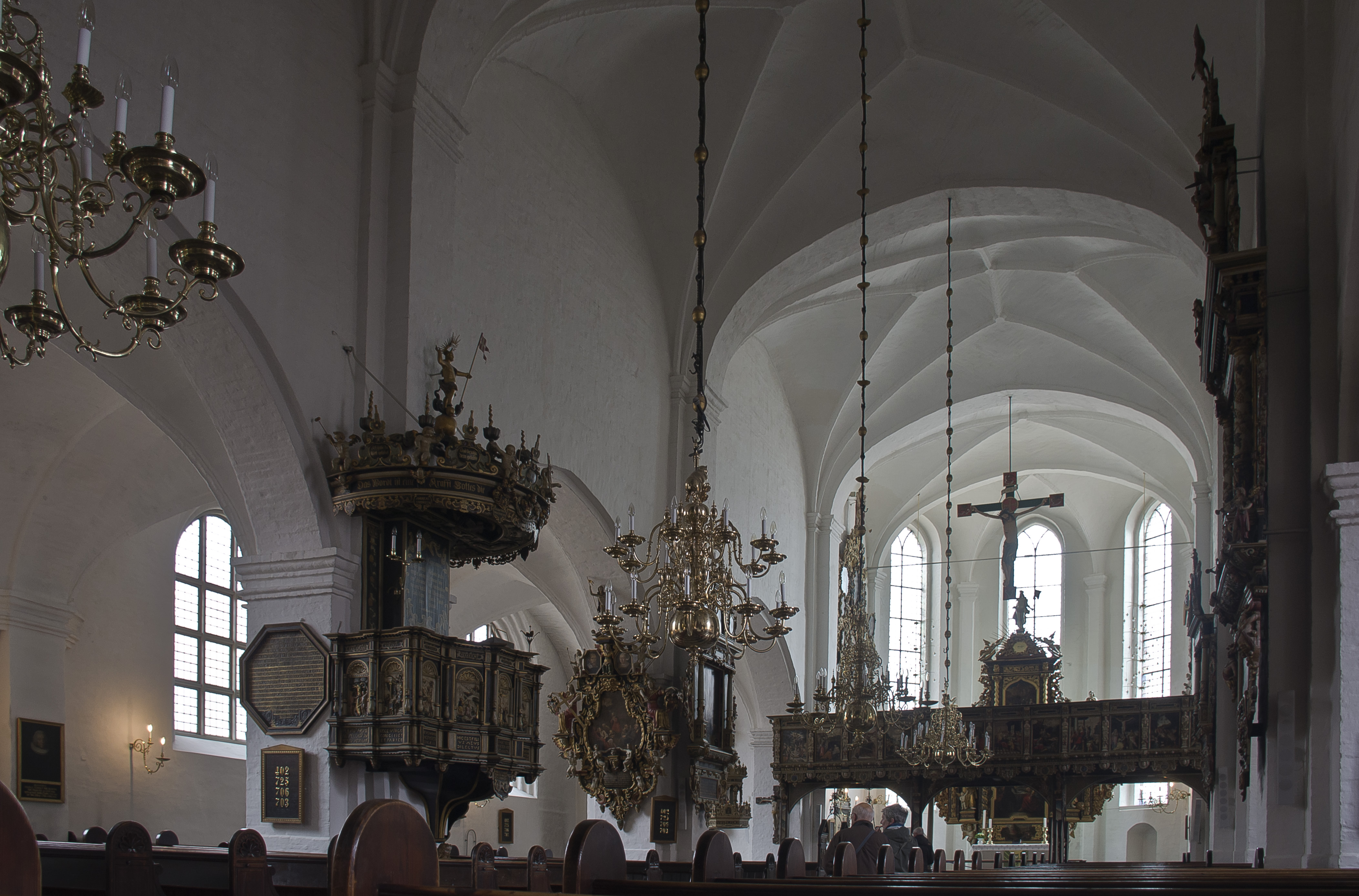
Inneres, Blick zum Altar

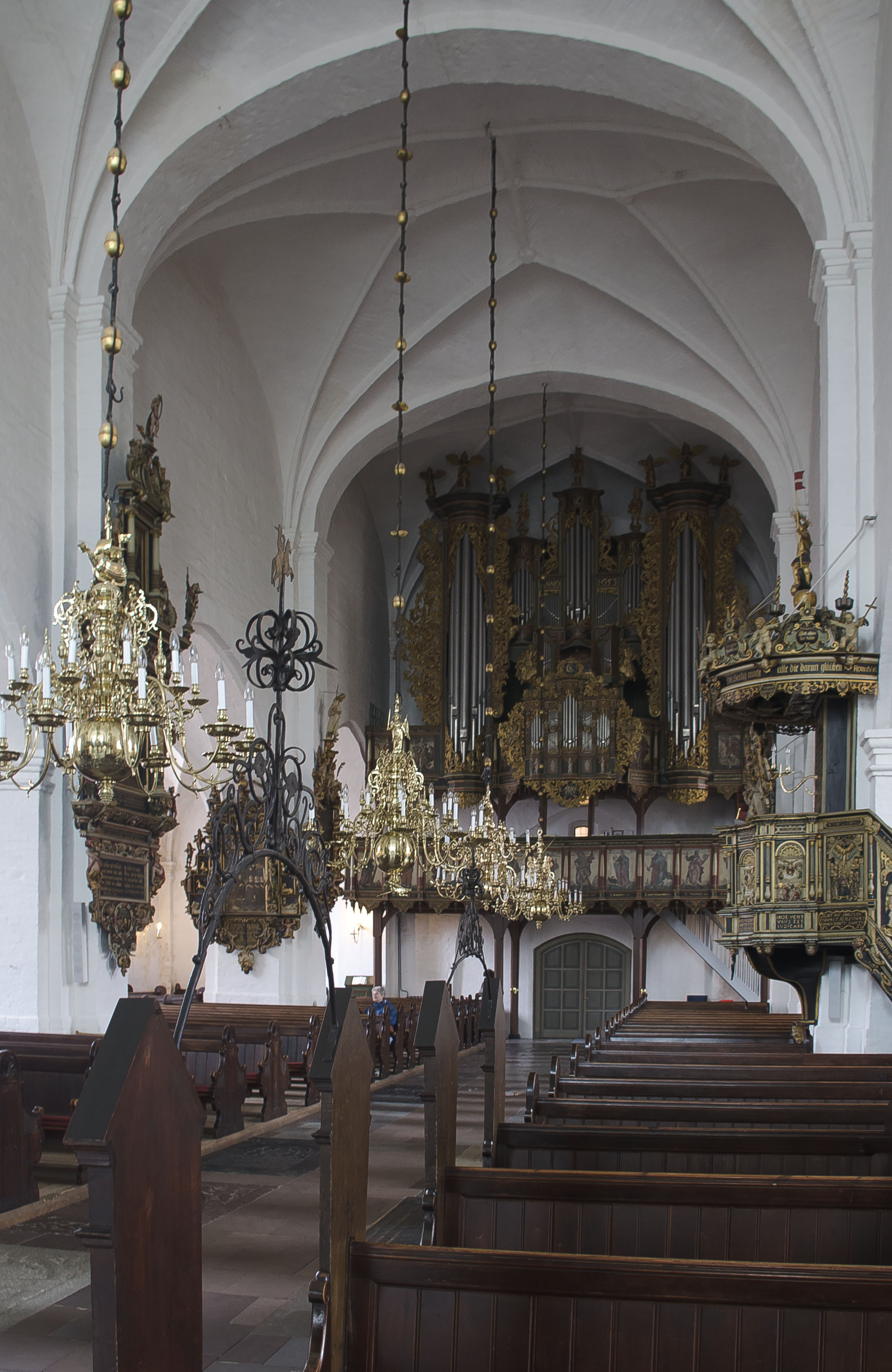
Inneres, Blick zur Orgel

Die Christkirche (dänisch: Kristkirke) ist die größte und bedeutendste Kirche im süddänischen Tønder. Sie gehört zu den wenigen gotischen Kirchen, die von Anfang für evangelische Gottesdienste errichtet worden sind. Das drückt sich auch im Namen aus, hatte doch die Reformation den Heiligenkult beendet.

## Geschichte
Im Mittelalter gab es in Tønder zwei Kirchen, nämlich die St. Laurentius- und die St. Nicolai-Kirche, die heutige Christkirche. Außerdem besaßen die Franziskaner eine Klosterkirche. Die Nicolaikirche wurde um 1350 errichtet, war jedoch 1591 so baufällig und eng, dass man sie abreißen ließ. Nur der mittelalterliche Turm, der um 1520 an die Kirche angeschlossen worden war, blieb erhalten. An diesen Turm wurde die neue Kirche ab dem 30. April 1591 angebaut. Zur Finanzierung trug, folgt man der 1593 vom Hauptpastor und Propst Andreas Thomäus angebrachten Widmungstafel, die sich noch heute im linken Seitenschiff der Kirche befindet, in erheblichem Ausmaß der Erwählte Erzbischof Johann Adolph von Bremen bei, der zugleich Herzog von Schleswig-Holstein-Gottorf war. Bereits am 25. Juli 1592 konnte das Bauwerk abgeschlossen, am 4. Oktober geweiht werden.
Von 1729 bis 1735 war Hans Adolph Brorson – später Bischof und einer der größten Kirchenlieddichter Skandinaviens – Pastor an der Kirche.

## Beschreibung
Von der Nordsee her ist ihr 48 Meter hoher Turm zu erkennen, einziges Überbleibsel der Vorläuferkirche St. Nikolai.
Obwohl die Renaissance bereits um 1530 in der Region dominierte, wurde die Kirche weitgehend im Stil einer mittelalterlichen Stadtkirche errichtet. So ist die Raumaufteilung gänzlich vom Mittelalter inspiriert.  Dabei wurden Schiff und Chor in Backstein im Klosterformat erbaut, und nur der dabei verwendete Kreuzverband repräsentiert die seinerzeit noch relativ neue Bautechnik, das höhere und breitere Mittelschiff ist hingegen noch durch Arkaden von den Seitenschiffen getrennt. Der nach Osten ausgerichtete Chor ist von gleicher Höhe wie das Mittelschiff. Spitzbogenfenster, Strebepfeiler und Dachform sind noch der Gotik verpflichtet. Allerdings streben die Gurtbögen und die Gewölbe über dem Mittelschiff nicht mehr himmelwärts.
In der Kirche findet man  eine Sängerempore, die dem Besucher den Eindruck einer Chorschranke vermittelt, insbesondere seit 1894 mit der Restaurierung der Kirche der Zustand vor dem Einbau der Sängerempore wiederhergestellt werden sollte. Die Empore stammt aus dem Jahr 1623 und bietet Bibelmotiven eines einheimischen Malers.
Kanzel und Gestühl sind aus dem 16. Jahrhundert. In die 1695 geschaffenen Altartafel ließ der Stifter das Bild seiner verstorbenen Tochter einarbeiten.

## Orgel
Die Orgel wurde 1945 von dem Orgelbauer Th. Frobenius & Co. erbaut. Das Orgelgehäuse stammt von Johan Heide und wurde im 18. Jahrhundert geschaffen. Das Schleifladen-Instrument hat 37 Register auf drei Manualen und Pedal.
| Hauptwerk C–g3 |       |
| Quintaton      | 16′   |
| Principal      | 8′    |
| Spidsfløjte    | 8′    |
| Viola di Gamba | 8′    |
| Oktav          | 4′    |
| Nathorn        | 4′    |
| Quint          | 2 ⁄3′ |
| Oktav          | 2′    |
| Mixtur VI-VII  |       |
| Scharf III-IV  |       |
| Dulcian        | 16′   |
| Trompet        | 8′    |

| Rückpositiv C–g3 |       |
| Gedakt           | 8′    |
| Quintatøn        | 8′    |
| Principal        | 4′    |
| Rørfløjte        | 4′    |
| Gedakt           | 2′    |
| Gemshorn         | 1 ⁄3′ |
| Mixtur IV        |       |
| Regal            | 8′    |

| Brustwerk C–g3  |    |
| Gedakt          | 8′ |
| Blokfløjte      | 4′ |
| Quintatøn       | 4′ |
| Sivfløjte       | 2′ |
| Oktav           | 1’ |
| Sesquialtera II |    |
| Cymbel II       |    |
| Krumhorn        | 8′ |

| Pedalwerk C–f1 |     |
| Principal      | 16′ |
| Subbas         | 16′ |
| Oktav          | 8′  |
| Gedakt         | 8′  |
| Oktav          | 4′  |
| Rauschquint V  |     |
| Basun          | 16′ |
| Trompet        | 8′  |
| Trompet        | 4′  |